# Berzánatelep
Berzánatelep románul: Bârsana, falu Romániában, Erdélyben, Fehér megyében.

## Fekvése
Szászsebestől délre fekvő település.

## Tötténete
Korábban Sugág része volt, 1910-ben 485 román lakosa volt. 1956-ban vált külön 692 lakossal. 1966-ban 636, 1977-ben 484, 1992-ben 302, 2002-ben pedig 206 román lakosa volt.